# Gröningen, Härjedalen
Gröningen är en sjö i Härjedalens kommun i Härjedalen och ingår i Ljusnans huvudavrinningsområde. Sjön har en area på 0,186 kvadratkilometer och ligger 452,1 meter över havet.

## Delavrinningsområde
Gröningen ingår i det delavrinningsområde (686368-142668) som SMHI kallar för Utloppet av Gröningen. Medelhöjden är 526 meter över havet och ytan är 17,56 kvadratkilometer. Det finns inga avrinningsområden uppströms utan avrinningsområdet är högsta punkten. Vattendraget som avvattnar avrinningsområdet har biflödesordning 3, vilket innebär att vattnet flödar genom totalt 3 vattendrag innan det når havet efter 261 kilometer. Avrinningsområdet består mestadels av skog (74 procent) och sankmarker (15 procent). Avrinningsområdet har 0,56 kvadratkilometer vattenytor vilket ger det en sjöprocent på 3,2 procent.